# MONKEY MAGIC 2006
『MONKEY MAGIC 2006』（モンキー・マジック 2006）は、2006年5月17日に発売されたゴダイゴの23枚目のシングル。

## 概要
デビュー30周年を迎えた2006年に、恒久的に再結成を決定したゴダイゴが、再結成して最初に出したシングル。ユニバーサルミュージック移籍第一弾。
「MONKEY MAGIC 2006」は、自身の楽曲「MONKEY MAGIC」をセルフカバーしたものであり、原曲同様に全詞英語で、冒頭で｢アチャー!｣の叫び声もあり、ライヴにおいて途中でタケカワが出す蜘蛛の糸も健在。
2006年に行われた『奈良・東大寺コンサート』では、「THE BIRTH OF THE ODYSSEY〜MONKEY MAGIC 2006」として演奏された。この曲はCDなどには収録されてはいないが、原曲による「THE BIRTH OF THE ODYSSEY ~MONKEY MAGIC」がゴダイゴのアルバム『西遊記 (MAGIC MONKEY)』に収録されている。
「START SINGING AGAIN」は、元々タケカワが2005年5月29日にデビュー30周年（ゴダイゴ結成より早い）を記念して、そのイベント会場にて配布されたCDに収録されていた曲。この時の編曲はタケカワによるものである。
ゴダイゴでの演奏は、『奈良・東大寺コンサート』で初披露（このCDを除く）となった。またこの曲の終わりの部分でタケカワが自身の曲である「TRULY ME （僕のドリーム）」のサビ部分を歌っており、この曲はタケカワのデビュー・アルバム『走り去るロマン』に収録されている。
「HANSANG SALANG HYEYO」は、ゴダイゴの公式録音では、初の韓国語詞となっている。作詞はミッキーとなっているが、正確にはミッキーの韓国人の知人がミッキーの詞を訳したものである。

## 歌詞の変更
「MONKEY MAGIC 2006」は、原曲と比べてアレンジが変わり、歌詞も一部変更されている箇所がある。変更点は以下の通り。但し、元々ゴダイゴは You'll see と歌っており、歌詞カードの記載が実際の歌とは異なっていた。原曲もそうである。
There'll be fireworks tonight → You'll see fireworks tonight

## 規格品番
- UPCH-5394

## 収録曲
全曲編曲：ミッキー吉野
1. MONKEY MAGIC 2006（モンキー・マジック 2006）　4:36
  - 作詞：奈良橋陽子　作曲：タケカワユキヒデ
2. START SINGING AGAIN（スタート・シンギング・アゲイン）　　4:59
  - 作詞・作曲：タケカワユキヒデ
3. HANGSANG SARANG HYEYO（ハンサン・サラン・ヘヨ）　3:11
  - 作詞・作曲：ミッキー吉野
4. MONKEY MAGIC 2006 （Backing Track）